# Élection gouvernorale de 2021 au New Jersey
L' élection gouvernorale de 2021 au New Jersey a lieu le 2 novembre 2021 afin d'élire le gouverneur de l'État américain du New Jersey.
Le gouverneur Démocrate sortant Phil Murphy l'emporte d'une courte avance.

## Contexte
Le gouverneur démocrate sortant, Phil Murphy, est candidat à un second mandat, la constitution de l'État permettant au gouverneur d'effectuer jusqu'à deux mandats consécutifs.

## Système électoral
Le gouverneur du New Jersey est élu au scrutin uninominal majoritaire à un tour pour un mandat de quatre ans renouvelable une seule fois.

## Résultats
| Candidats                | Candidats                | Partis                            | Voix      | %     |
| ------------------------ | ------------------------ | --------------------------------- | --------- | ----- |
|                          | Phil Murphy              | Parti démocrate                   | 1 339 471 | 51,22 |
|                          | Jack Ciattarelli         | Parti républicain                 | 1 255 185 | 48,00 |
|                          | Madelyn Hoffman          | Parti vert                        | 8 450     | 0,32  |
|                          | Greg Mele                | Parti libertarien                 | 7 768     | 0,30  |
|                          | Joanne Kuniansky         | Parti socialiste des travailleurs | 4 012     | 0,15  |
|                          |                          |                                   |           |       |
| Votes valides            | Votes valides            | Votes valides                     | 2 614 886 | 98,72 |
| Votes blancs et nuls     | Votes blancs et nuls     | Votes blancs et nuls              | 33 928    | 1,28  |
| Total                    | Total                    | Total                             | 2 648 814 | 100   |
| Abstention               | Abstention               | Abstention                        | 3 896 436 | 59,53 |
| Inscrits / participation | Inscrits / participation | Inscrits / participation          | 6 545 250 | 40,47 |